# 普莱讷
普莱讷（法語：Plaine，法語發音：[plɛn] ⓘ）是法国大東部大區下莱茵省的一个市镇，位于该省西南部，属于莫尔塞姆区。

## 地理
普莱讷（48°25'6"N, 7°8'44"E）面积22.84 平方千米，位于法国大東部大區下莱茵省，该省份为法国大陆部分最东部的省份，是阿尔萨斯的一部分，今与上莱茵省组成了阿尔萨斯欧洲集体，其南至上莱茵省，西南接孚日省和默尔特-摩泽尔省，西接摩泽尔省，北与德国接壤。
与普莱讷接壤的市镇（或旧市镇、城区）包括：索叙尔、勒索尔西、拉布罗克、富代、圣布莱斯拉罗什、索尔巴克、贝尔瓦勒。

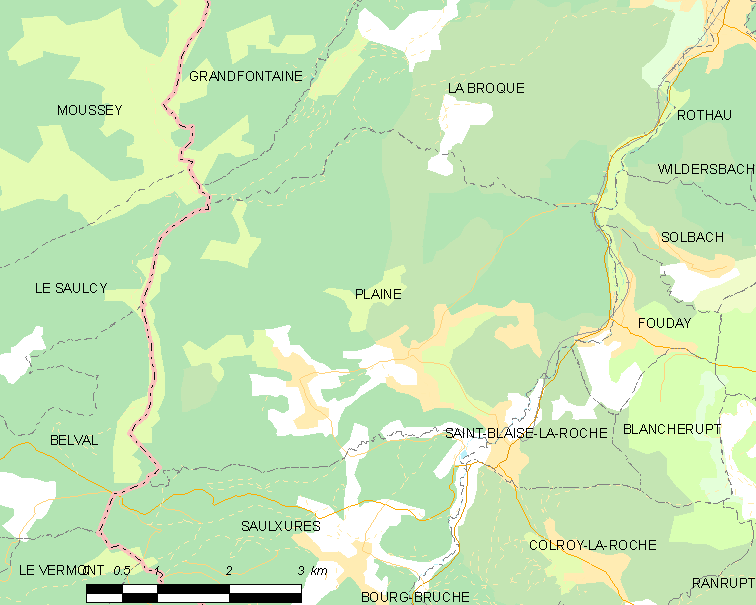
普莱讷的OSM定位图

普莱讷的时区为UTC+01:00、UTC+02:00（夏令时）。

## 行政
普莱讷的邮政编码为67420，INSEE市镇编码为67377。

## 政治
普莱讷所属的省级选区为米齐格县。

## 人口

1962-2008年间普莱讷人口变化图示

普莱讷于2022年1月1日时的人口数量为983人。